# Miami megye (Indiana)
Miami megye az Amerikai Egyesült Államokban, azon belül Indiana államban található. Megyeszékhelye és legnagyobb városa Peru. Lakosainak száma 35 962 fő (2020. április 1.). Miami megye Fulton, Wabash, Grant, Howard és Cass megyékkel határos.

## Népesség
A megye népességének változása:
| Lakosok száma | 36 786 | 36 589 | 36 480 | 36 140 | 35 862 | 35 962 |
|               | 2010   | 2011   | 2012   | 2013   | 2015   | 2020   |